# Dichasianthus confertus
Dichasianthus confertus (сухоребрик кримський як Sisymbrium confertum) — вид квіткових рослин родини капустяних (Brassicaceae).

## Біоморфологічна характеристика
Це однорічна чи дворічна рослина. Рослина 5–50 см заввишки. Китиці облистнені. Квітки, принаймні нижні, сидять у пазухах прицвітних листків. Пелюстки дрібні, блідо-жовті, до 3 мм завдовжки. Стручки 2.5–4 см завдовжки, циліндричні, злегка зігнуті.

## Поширення
Росте в Європі (Крим, Туреччина-в-Європі).
В Україні вид росте на кам'янистих схилах та по бур'янах на ПБК (від Балаклави до Малоріченської Алуштинської міськради), рідко